# Enzo Ferretti
Enzo Ferretti, né le 18 janvier 1920, à Rome, en Italie et mort le 25 février 2010, à Rome, est un ancien joueur de basket-ball italien.